# Mobara
Mobara (茂原市, Mobara-shi) est une ville de la préfecture de Chiba, au Japon.

## Géographie

Situation de Mobara dans la préfecture de Chiba.

### Situation
Mobara est située dans le centre de péninsule de Bōsō. 

### Démographie
En 2006, la population de la ville de Mobara était de 92 417 habitants pour une superficie de 99,92 km2. En février 2022, elle s'élevait à 86 414 habitants.

### Climat
Mobara a un climat subtropical humide caractérisé par des étés chauds et des hivers frais avec peu ou pas de chutes de neige. La température moyenne annuelle à Mobara est de 15,7 °C. La pluviométrie annuelle moyenne est de 1 683,6 mm, octobre étant le mois le plus humide.

## Histoire
Le bourg moderne de Mobara a été créé en 1889. Il obtient le statut de ville le 1er avril 1952.

## Économie
Les productions agricoles de Mobara sont l'oignon et le riz.

## Culture locale et patrimoine
- Nyoirin-ji

## Transports
Mobara est desservie par les routes nationales 128 (国道128号) et 409 (国道409号).
La ville est desservie par la ligne Sotobō de la JR East. La gare de Mobara est la principale gare de la ville.